# Grekland i olympiska sommarspelen 1896
Grekland stod som värd för de allra första olympiska spelen i Aten 1896. Antalet deltagre från Grekland vid spelen 1896 varierar, men vanligtvis anges 169 stycken deltagare, men så många som 175 kan ha deltagit. Grekland var den klart mest framgångsrika nationen sett till antal vunna medaljer, hela 47 stycken, men USA vann en guldmedalj fler än Grekland som därmed blev tvåa i medaljfördelningen.

## Medaljer

### Guld
- Aristidis Konstantinidis - Cykling, 87 km landsväg
- Spyridon Louis - Friidrott, maraton
- Ioannis Georgiadis - Fäktning, sabel
- Leonidas Pyrgos - Fäktning, florett för fäktmästare
- Ioannis Mitropoulos - Gymnastik, ringar
- Nikolaos Andriakopoulos - Gymnastik, repklättring
- Ioannis Malokinis - Simning, 100 m frisim för flottister
- Pantelis Karasevdas - Skytte, 200 m frigevär
- Georgios Orphanidis - Skytte, 300 m frigevär tre positioner
- Ioannis Frangoudis - Skytte, 25 m snabbpistol

### Silver
- Georgios Tsitas - Brottning, grekisk-romersk stil fri viktklass
- Stamatios Nikolopoulos - Cykling, tempolopp
- Stamatios Nikolopoulos - Cykling, sprint
- Georgios Kolettis - Cykling, 100 km
- Kharilaos Vasilakos - Friidrott, maraton
- Miltiades Gouskos - Friidrott, kulstötning
- Panagiotis Paraskevopoulos - Friidrott, diskuskastning
- Tilemachos Karakalos - Fäktning, sabel
- Thomas Xenakis - Gymnastik, repklättring
- Nikolaos Andriakopoulos, Spyros Athanasopoulos, Petros Persakis och Thomas Xenakis - Gymnastik, barr lag
- Antonios Pepanos - Simning, 500 m frisim
- Joannis Andreou - Simning, 1200 m frisim
- Spyridon Chazapis - Simning, 100 m frisim för flottister
- Panagiotis Pavlidis - Skytte, 200 m frigevär
- Ioannis Frangoudis - Skytte, 300 m frigevär tre positioner
- Georgios Orphanidis - Skytte, 25 m snabbpistol
- Dionysios Kasdaglis - Tennis, singel
- Dionysios Kasdaglis och Demetrios Petrokokkinos - Tennis, dubbel

### Brons
- Stephanos Christopoulos - Brottning, grekisk-romersk stil fri viktklass
- Dimitrios Golemis - Friidrott, 800 m
- Ioannis Persakis - Friidrott, tresteg
- Evangelos Damaskos - Friidrott, stavhopp
- Ioannis Theodoropoulos - Friidrott, stavhopp
- Georgios Papasideris - Friidrott, kulstötning
- Sotirios Versis - Friidrott, diskuskastning
- Periklis Pierrakos-Mavromichalis - Fäktning, florett
- Petros Persakis - Gymnastik, ringar
- Ioannis Chrysafis, Ioannis Mitropoulos, Dimitrios Loundras och Filippos Karvelas - Gymnastik, barr lag
- Efstathios Choraphas - Simning, 500 m frisim
- Efstathios Choraphas - Simning, 1200 m frisim
- Dimitrios Drivas - Simning, 100 m frisim för flottister
- Nicolaos Trikupis - Skytte, 200 m frigevär
- Nikolaos Morakis - Skytte, 25 m militärrevolver
- Ioannis Frangoudis - Skytte, 30 m fripistol
- Konstantinos Paspatis - Tennis, singel
- Alexandros Nikolopoulos - Tyngdlyftning, enarmslyft
- Sotirios Versis - Tyngdlyftning, tvåarmslyft